# Будинок на вулиці Дорошенка, 29 (Львів)
Будинок за адресою вулиця Дорошенка, 29 у Львові — багатоквартирний житловий триповерховий будинок, з магазинними приміщеннями на першому поверсі. Пам'ятка архітектури місцевого значення № 98.

## Історія
На місці цього будинку у 1826 році тут була споруджена триповерхова кам'яниця за проектом архітектора Юзефа Землера. Де була слюсарна  майстерня Яна Дашека.Новий будинок зведено 1900 року за проектом архітектора Івана Левинського, на замовлення Зигмунта Рангольда. Пізніше архітектор Філемон Левіцький розробив проект прибудови офіцин. У 1932 році реконструйовано балкони.
За Польщі на першому поверсі були ювелірний магазин Бахтрага, а по сусідству магазин електротехніки «Струм», власником якого був Кагане. У радянський період тут були ательє з пошиття одягу та магазин хімічних реактивів. Сьогодні в будинку розміщені ательє одягу та магазин одягу «Анталія».

## Архітектура

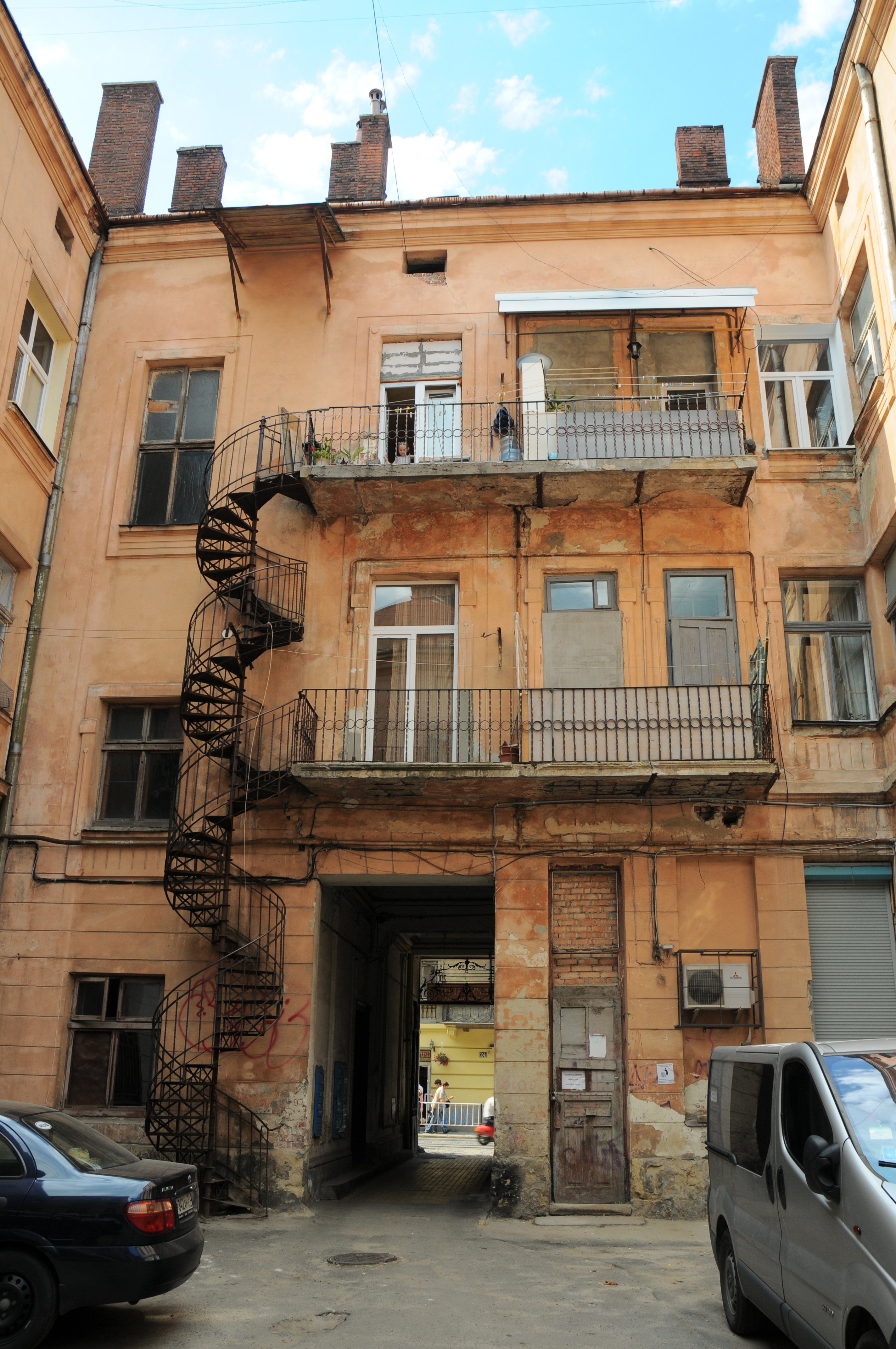
Пожежні сходи

Триповерховий цегляний будинок, тинькований, зведений у стилі історизму. Внутрішнє планування секційне внаслідок внутрішньої перебудови, первісне було анфіладного типу, у плані будинок складної форми, з внутрішнім подвір'ям. Фасад будинку симетричний, з двома розкрепованими бічними частинами. Перший поверх будинку рустований, з великими вітринними вікнами та в'їзним порталом до внутрішнього подвір'я. Вхідна брама металева, кована. Другий та третій поверх — з неотенькованої жовтої цегли. Вікна другого поверху зі спареними профільованими обрамуваннями, з декоративними вставками під ними, також на рівні другого поверху виступають три балкони, на масивних кронштейнах, з ліпним огородженням. На третьому поверсі вікна з профільованим обрамуванням та один балкон по центрі фасаду на кронштейнах з металевою огорожею. Завершений будинок профільованим карнизом, з вставками сухарика та іоніки. В середині подвір'я, збереглися пожежні сходи спірального типу .